# Aspectar 150
Der Kleinbildprojektor Aspectar 150 wurde im Jahr 1957 von dem Dresdner Designer Manfred Klaus entworfen. Von 1961 bis 1984 wurde ca. eine halbe Million Exemplare im Volkseigenen Betrieb Kamera- und Kinowerke Dresden hergestellt und unter dem Markennamen Pentacon verkauft.

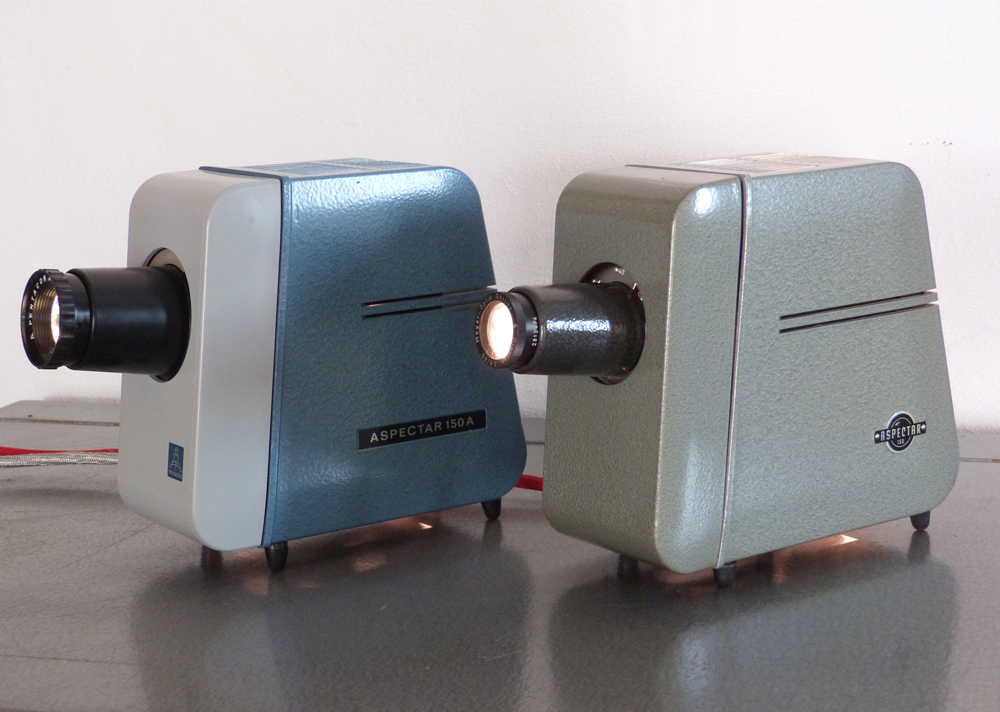
Kleinbildprojektoren Aspectar 150 und 150A

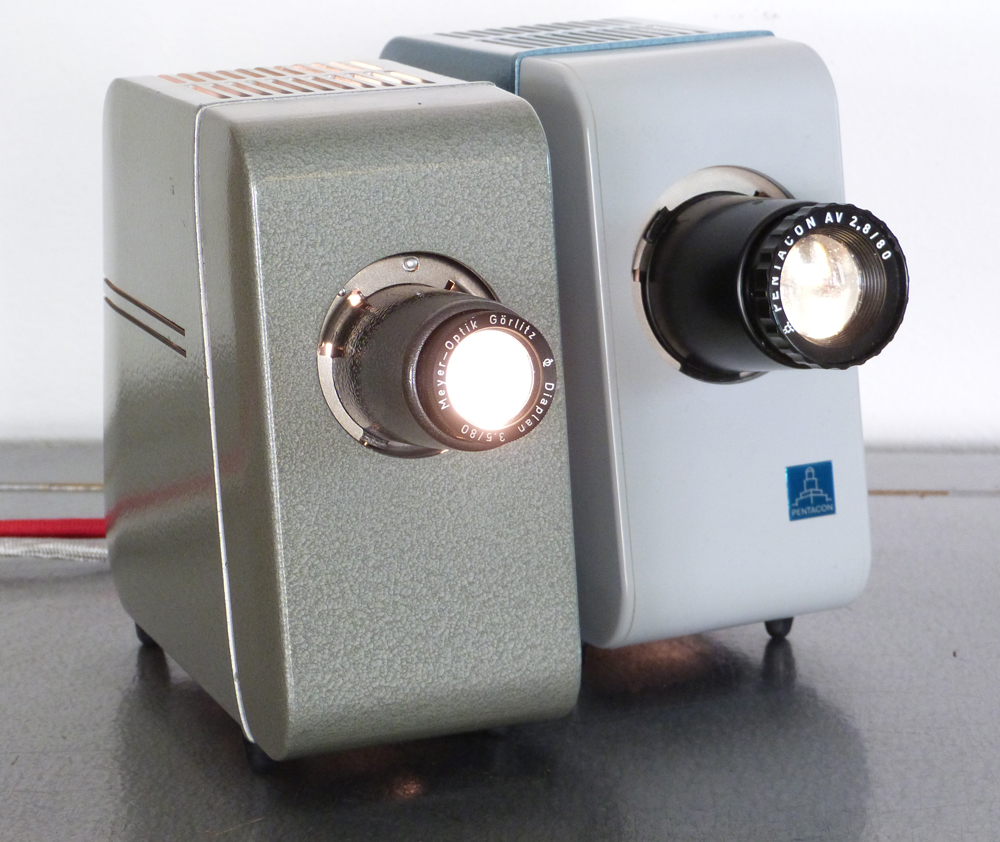
Kleinbildprojektoren Aspectar 150 und 150A

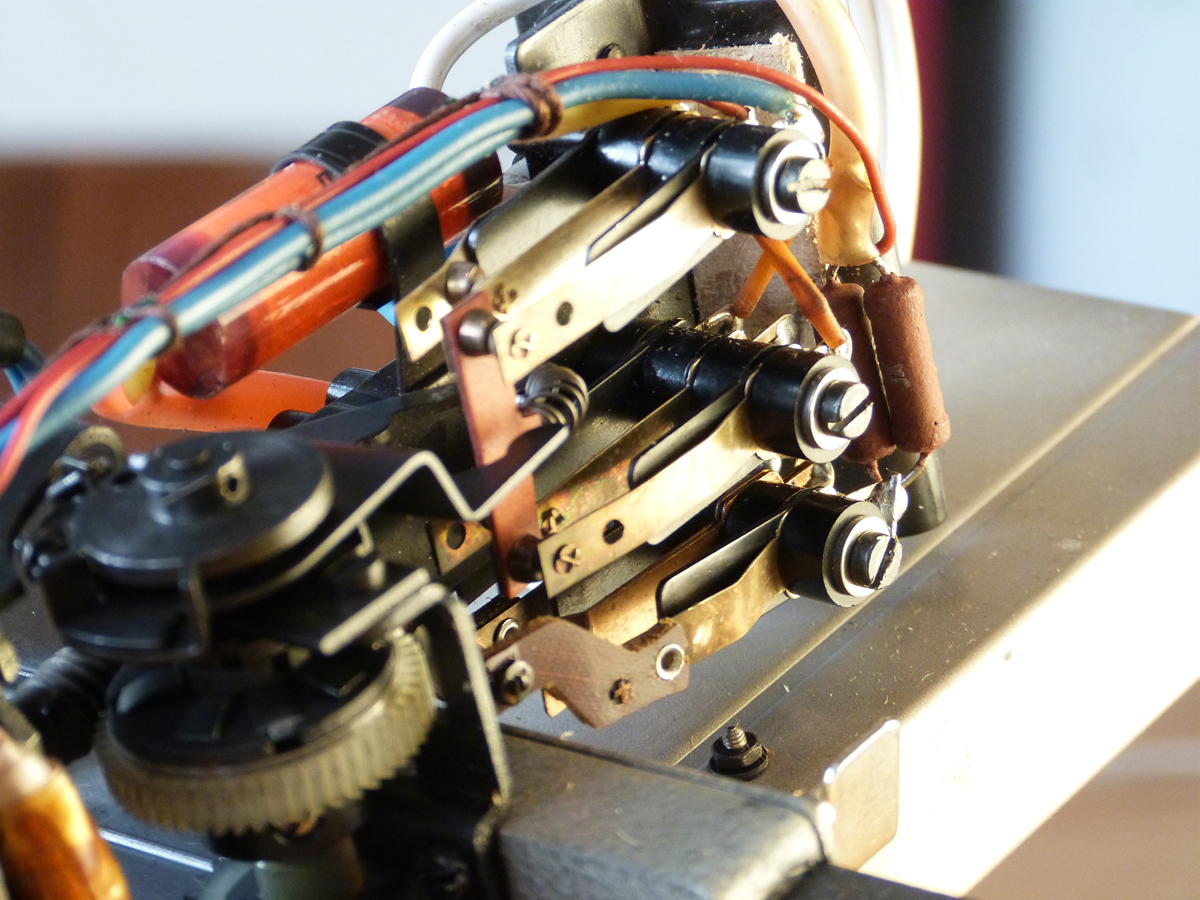
Mechanik im Kleinbildprojektor Aspectar

## Technik und Design
Der Aspectar 150 wurde als portabler Kleinbildprojektor entworfen. Markant ist die Form mit den 26 horizontalen und 11 vertikalen Lüftungsschlitzen, das stupsnasig in die Höhe gereckte Objektiv und die Hammerschlaglackierung in den Farben grau und hellblau.

### Modell Aspectar 150
Gehäuse, Frontpartie und Objektivgehäuse des Aspectar 150 A sind aus Aluminiumdruckguss gefertigt und mit einer grauen Hammerschlaglackierung beschichtet. Das Licht der Lampe wird über einen dreiteiligen Kondensor zum Objektiv geleitet. Bei den Objektiven der ersten Baureihe handelt es sich um ein Meyer Diaplan 3,5/80, ein Produkt des Traditionsbetriebs Meyer-Optik in Görlitz, damals bereits Bestandteil des VEB Pentacon Dresden.
Eine Besonderheit des als portabler Diaprojektor konzipierten Aspectar 150 ist das mit einem Bajonettverschluss befestigte Objektiv. Zum Transport lässt es sich im Gehäuse verstauen. Die Beleuchtung erfolgt durch eine 150 Watt starke Glühlampe, die wahlweise mit 110 oder 220 Volt Wechselspannung betrieben werden konnte. Der Netzanschluss erfolgt über einen Heißgerätestecker, ein Schalter ist nicht vorhanden.

### Modell Aspectar 150 A
Technisch kaum verändert kam 1964 der Aspectar 150 A auf den Markt. Er wartete mit einem lichtstärkeren Objektiv, dem Diaplan 2,8/80 auch von Meyer-Optik, auf. Optisch unverändert bestand das Objektivgehäuse nach wie vor aus Aluminium.
An der Gehäusefront findet sich das blaue Pentacon-Logo mit Ernemann-Turm und Schriftzug, das mit Nieten aufgesetzte Typenschild verzichtet auf den Kreis und ist typografisch aufgelockert. Erst Anfang der 1970er Jahre kam der Aspectar 150 A mit Kunststofffront aus lichtgrauem Kunststoff und hellblauer Hammerschlaglackierung auf den Markt. Ein Modell mit Grundausstattung kostete ca. 180 DDR-Mark.
Das Objektiv stammte nun von Pentacon, ein Pentacon AV 2,8/80 aus schwarzem Kunststoff. Ganz im Gegensatz zum ersten Modell weisen letztgenannte Objektive nicht mehr das Qualitätszeichen Q1 auf. Das anthrazitfarbene Typenschild wurde mit sachlichen Typen versehen und in das Gehäuse eingelassen.

## Zubehör

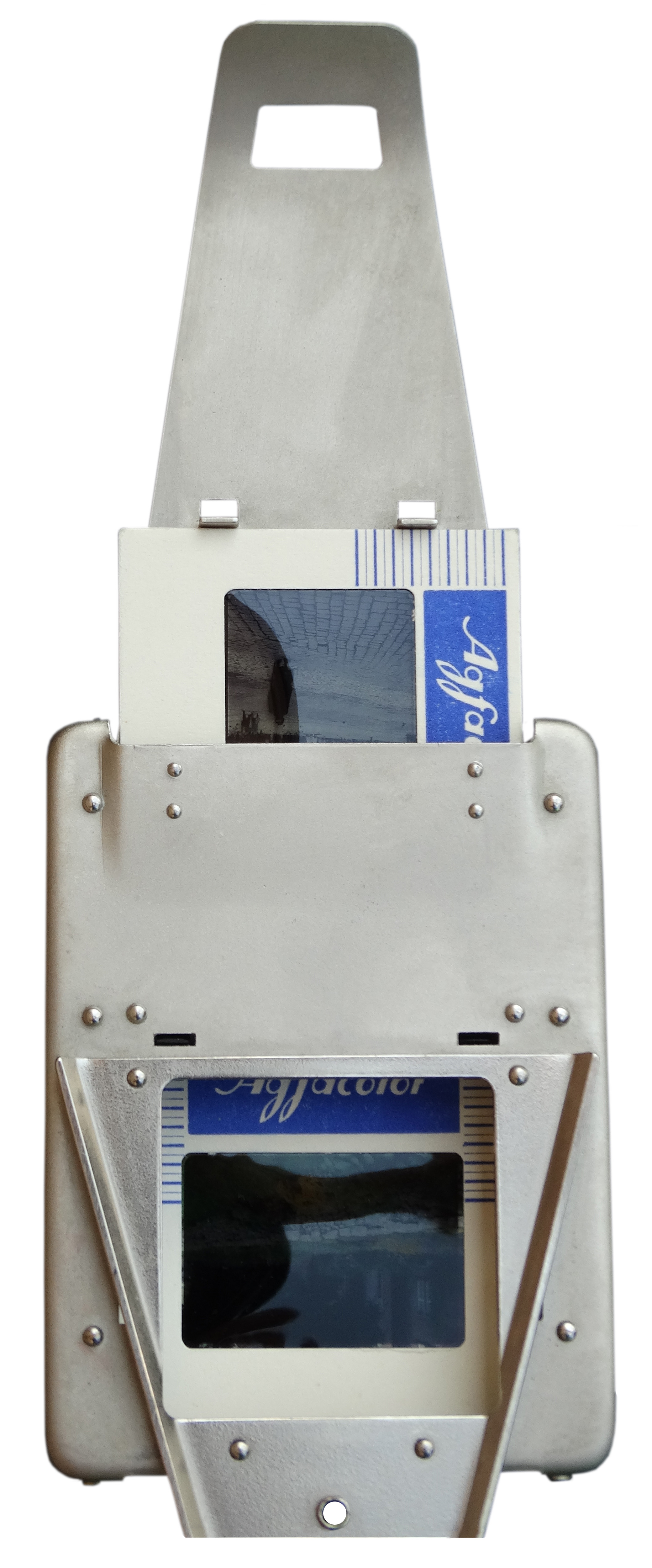
Wechselschieber vom Aspectar 150

In der Standardausstattung wurde der Aspectar mit manuellem Diawechsler im mit dem Pentacon Logo – weißer Kreis auf blauem Grund – bedruckten Karton verkauft. Die manuellen Wechselschieber sind für gerahmte Kleinbilddias (50 × 50) mit einer Dicke von bis zu 3,6 mm einsetzbar. Der genietete Wechselschieber für Kleinbilddias wird senkrecht von oben in eine abgewinkelte Führung eingeschoben und mit einem Riegel gesichert. Der manuelle Diawechsler hat 2 Stellungen. Bei der Projizierstellung befindet sich ein Dia im Strahlengang und an der Oberseite können die Dias gewechselt werden. Bei der Position „Schieber unten“ wird der Strahlengang unterbrochen, ein neues Dia in Position gestellt und das projizierte Dia am hinteren Schieberteil für die Bewegung nach oben in Lage gebracht.
Optional erhältlich waren unter anderem eine Bildbandführung, also eine Vorrichtung zum Betrachten ganzer Diafilme, ein automatischer Magazin-Diawechsler und Tragetaschen. Der „ansetzbare automatische Magazin-Diawechsler“ verfügt über Fernsteuerung durch Kabel und Drucktaste.
Weiterhin gehörte zum Zubehör eine Lochdia aus Pappe zum Justieren der Glühlampe, um eine gute Ausleuchtung des Kleinbilddias zu erreichen.